# Petra Chocová
Petra Chocová (* 16. srpna 1986) je česká plavkyně z České Lípy, mnohonásobná česká rekordmanka, dvojnásobná mistryně Evropy, účastnice olympijských her. Specializuje se na styl prsa. V letech 2014 až 2018 byla zastupitelkou města Česká Lípa.

## Sportovní kariéra
Plavat začala v pěti a první závody absolvovala v šesti letech. Prvním trenérem jí byl na dlouhé roky otec. Od čtrnácti let se specializovala na prsařské tratě.
Na nich na mistrovství Evropy juniorů v roce 2002 získala dvě medaile - stříbro na stometrové, bronz na poloviční trati. Byla vyhlášena nejlepší plavkyní Česka. Později ji brzdily potíže s ramenem, kvůli kterým podstoupila několik lékařských zákroků.

### Rok 2012
- V roce 2012 zvítězila na mistrovství Evropy na neolympijské trati 50 metrů prsa. Posléze na olympijských hrách 2012 startovala na stovce (skončila v rozplavbě celkově 24.)
- Do začátku roku 2012 překonala celkem 63 českých rekordů, další přidala během sezóny.[3]
- Ve výtečných výkonech pokračovala i na Mistrovství Evropy v plavání v krátkém bazénu ve Francii, kde 22. listopadu 2012 překonala české rekordy na 50 a 100 metrů v krátkém bazénu výkony 30,02 a 1:05,50 sec.[4][5]
- Na Mistrovství světa v krátkém bazénu konaném v Turecku ve dne 12. - 16. prosince 2012 ji doprovází otec Tomáš Choc, nominovaný jako trenér Českým svazem plaveckých sportů.[6]

### Rok 2013
- V anketě o Nejlepšího sportovce Českolipska zvítězila v lednu 2013 již po deváté a oceněn při slavnostním vyhlašování byl i její otec.[7] Vítězství v této anketě obhájila i v dalším roce.[8]
- Na kvalifikačních plaveckých závodech v květnu 2013 v Pardubicích vylepšila své rekordní časy na 50 metrů prsa časem 30.71 a na 100 metrů prsa 1.08.08.[9]
- Na Mistrovství republiky koncem června 2013 zvítězila na trati 50 metrů prsa časem 31,16.
- Na Světové univerziádě dne 16. července 2013 zaplavala časem 30,67 nový český rekord.[10]
- Svůj rekord vylepšila na MS 2013 v plavání v Barceloně, když se 3. srpna kvalifikovala do finále časem 30,31 sec.[11] Ve finále však neuspěla, spadly jí brýle a byla diskvalifikována.[12]
- Mistrovství Evropy v krátkém bazénu, konaném v prosinci 2013 v dánském Herningu
  - V rozplavbách překonala svůj český rekord výkonem rovných 30 sekund. Mistrovský titul však neobhájila, skončila šestá.[13]
  - V individuálním závodě žen na 100 metrů prsa byla osmá výkonem 1:06.32
  - Na témže MS byla členkou české štafety žen na 4×50 metrů v polohovém závodě, která získala v rozplavbách světový rekord výkonem 1:47,48. O rekord je však vzápětí připravily Dánky.[14] Ve finále děvčata včetně Petry Chocové skončily páté v novém českém rekordu 1:47.18.[15]
- Na plavecké exhibici Evropa - USA (Glasgow, prosinec 2013) překonala výkonem 2.23.64 na trati 200 metrů prsa svůj český rekord v krátkém bazénu.[16][17]

### Rok 2014
- Na Mezinárodním mistrovství České republiky kategorie Masters (plavci nad 25 let), konaném v českolipském Sportareálu počátkem června 2014, zaplavala tři světové rekordy: 50 m prsa za 30,50 sec, 100 m prsa 1:06,83 a 100 m polohově za 1:02,83.[18]
- Na Mistrovství Evropy v plavání v Berlíně zaplavala 19. 7. 2014 v rozplavbách 100 m prsa nový český rekord výkonem 1:07,66.[19]

### Rok 2018
- V březnu začala trénovat pod vedením amerického trenéra žijícího v Čechách Luthera Jonese.
- Před odjezdem na červencové ME do maďarské Budapešti ji postihla viróza, která přetrvávala i přes šampionát a ovlivnilo to její výkon, kdy nepostoupila z rozplaveb.
- V září poprvé závodila na ME Masters ve slovinském Kranji, kde ve své věkové kategorii překonala světový rekord na 50 m prsa a přidala titul mistryně Evropy. Další zlato získala na své doplňkové disciplíně 200 m prsa a bronz na 50 m volný způsob.
- V září na světovém poháru v Eindhovenu obsadila ve finále 50 m prsa 6. místo časem 0:30,33. Tento čas je v TOP 10 jejich výkonů za celou kariéru a zaplavala tak limit na prosincové MS do Číny.
- V prosinci na MS v čínském Hangzhou se předvedla po letech opět ve skvělé formě, kdy postoupila na 50 m prsa z rozplaveb a v semifinále obsadila 12. místo. Ve štafetě 4×50 m polohový závod na svém prsařském úseku po třetí v kariéře stlačila čas pod 30 s a pomohla tak svým výkonem 2× vylepšit rekord ČR a obsadit konečné 7. místo ve finále.

## Nejen plavání
Petra oznámila v červnu 2013, že letos začne studovat na UJEP v Ústí nad Labem obor tělesná výchova.
V říjnu 2014 byla úspěšná v komunálních volbách, stala se novou zastupitelkou města Česká Lípa.
V říjnu 2018 se provdala za několikanásobného mistra světa ve freestyle footbagu Honzu Webera. 

## Výsledky

### Individuální závody
| Výsledky | Výsledky | Výsledky | Výsledky | Mot. | Prsa | Prsa  | Prsa  | Pol. z. | Věk    |
| Výsledky | Výsledky | Výsledky | Výsledky | 50 m | 50 m | 100 m | 200 m | 100 m   | Věk    |
| -------- | -------- | -------- | -------- | ---- | ---- | ----- | ----- | ------- | ------ |
| 2001     | 50 m     | MS       | čvc      | —    | —    | —     | —     |         | 15 let |
| 2001     | 25 m     | ME       | pro      | —    | 23.  | 18.   | —     | —       | 15 let |
| 2002     | 25 m     | MS       | dub      | —    | —    | —     | —     | —       | 16 let |
| 2002     | 50 m     | ME       | srp      | —    | 11.  | 17.   | 10.   |         | 16 let |
| 2002     | 25 m     | ME       | pro      | —    | 14.  | 6.F   | 10.   | —       | 16 let |
| 2003     | 50 m     | MS       | čvc      | —    | —    | —     | —     |         | 17 let |
| 2003     | 25 m     | ME       | pro      | —    | 13.  | 16.   | 19.   | —       | 17 let |
| 2004     | 50 m     | ME       | kvě      | —    | —    | —     | —     |         | 18 let |
| 2004     | 50 m     | OH       | srp      |      |      | —     | —     |         | 18 let |
| 2004     | 25 m     | MS       | říj      | —    | —    | —     | —     | —       | 18 let |
| 2004     | 25 m     | ME       | pro      | —    | 8.F  | 11.   | 20.   | —       | 18 let |
| 2005     | 50 m     | MS       | čvc      | —    | 20.  | —     | 29.   |         | 19 let |
| 2005     | 25 m     | ME       | pro      | 38.  | 26.  | 20.   | 21.   | —       | 19 let |
| 2006     | 25 m     | MS       | dub      | 28.  | 19.  | 21.   | 15.   | —       | 20 let |
| 2006     | 50 m     | ME       | srp      | 45.  | 18.  | 24.   | 14.   |         | 20 let |
| 2006     | 25 m     | ME       | pro      | —    | —    | —     | —     | —       | 20 let |
| 2007     | 50 m     | MS       | čvc      | —    | —    | —     | —     |         | 21 let |
| 2007     | 25 m     | ME       | pro      | —    | —    | —     | —     | —       | 21 let |
| 2008     | 50 m     | ME       | bře      | —    | 19.  | 27.   | 25.   |         | 22 let |
| 2008     | 25 m     | MS       | dub      | —    | —    | —     | —     | —       | 22 let |
| 2008     | 50 m     | OH       | srp      |      |      | —     | —     |         | 22 let |
| 2008     | 25 m     | ME       | pro      | —    | 10.  | 12.   | 6.F   | —       | 22 let |
| 2009     | 50 m     | MS       | čvc      | —    | 29.  | 45.   | 26.   |         | 23 let |
| 2009     | 25 m     | ME       | pro      | —    | 19.  | 17.   | 23.   | —       | 23 let |
| 2010     | 50 m     | ME       | srp      | —    | 9.   | 14.   | 14.   |         | 24 let |
| 2010     | 25 m     | ME       | lis      | —    | 7.F  | 8.F   | —     | —       | 24 let |
| 2010     | 25 m     | MS       | pro      | —    | 15.  | 18.   | —     | —       | 24 let |
| 2011     | 50 m     | MS       | čvc      | —    | 12.  | 13.   | —     |         | 25 let |
| 2011     | 25 m     | ME       | pro      | —    | 7.F  | 14.   | —     | —       | 25 let |
| 2012     | 50 m     | ME       | kvě      | —    | 1.F  | 9.    | —     |         | 26 let |
| 2012     | 50 m     | OH       | srp      |      |      | 24.   | —     |         | 26 let |
| 2012     | 25 m     | ME       | lis      | —    | 1.F  | 2.F   | DNSF  | —       | 26 let |
| 2012     | 25 m     | MS       | pro      | —    | 6.F  | 8.F   | —     | —       | 26 let |
| 2013     | 50 m     | MS       | čvc      | —    | DSQF | 14.   | —     |         | 27 let |
| 2013     | 25 m     | ME       | pro      | —    | 6.F  | 8.F   | —     | 10.F    | 27 let |
| 2014     | 50 m     | ME       | srp      | —    | 6.F  | 7.F   | 19.   |         | 28 let |
| 2014     | 25 m     | MS       | pro      | —    | 20.  | 23.   | —     | —       | 28 let |
| 2015     | 50 m     | EH       | čvn      | —    | —    | —     | —     |         | 29 let |
| 2015     | 50 m     | MS       | čvc      | —    | 16.  | 24.   | —     |         | 29 let |
| 2015     | 25 m     | ME       | pro      | —    | 9.   | 14.   | —     | —       | 29 let |
| 2016     | 50 m     | ME       | kvě      | —    | 8.F  | 11.   | 28.   |         | 30 let |
| 2016     | 50 m     | OH       | srp      |      |      | —     | —     |         | 30 let |
| 2016     | 25 m     | MS       | pro      | —    | 18.  | 25.   | —     | —       | 30 let |
| 2017     | 50 m     | MS       | čvc      | -    | 22.  | -     | -     | -       | 31 let |
| 2017     | 25 m     | ME       | pro      | -    | 22.  | -     | -     | -       | 31 let |
| 2018     | 50 m     | ME       | srp      | -    | 30.  | -     | -     | -       | 32 let |
| 2018     | 25 m     | MS       | pro      | -    | 12.  | -     | -     | -       | 32 let |

pozn.: modře vyznačená pole znamenají vrcholnou sportovní akci v dané sezóně.

### Štafetové závody
| Výsledky | Výsledky | Výsledky | Výsledky | Polohový závod | Polohový závod | Polohový závod | Polohový závod | Věk    |
| Výsledky | Výsledky | Výsledky | Výsledky | 4×50 m         | 4×50 m         | 4×100 m        | 4×100 m        | Věk    |
| Výsledky | Výsledky | Výsledky | Výsledky | ženy           | mix            | ženy           | mix            | Věk    |
| -------- | -------- | -------- | -------- | -------------- | -------------- | -------------- | -------------- | ------ |
| 2001     | 50 m     | MS       | čvc      |                |                | —              |                | 15 let |
| 2001     | 25 m     | ME       | pro      | —              |                |                |                | 15 let |
| 2002     | 25 m     | MS       | dub      |                |                | —              |                | 16 let |
| 2002     | 50 m     | ME       | srp      |                |                | —              |                | 16 let |
| 2002     | 25 m     | ME       | pro      | 6.f            |                |                |                | 16 let |
| 2003     | 50 m     | MS       | čvc      |                |                | —              |                | 17 let |
| 2003     | 25 m     | ME       | pro      | 10.            |                |                |                | 17 let |
| 2004     | 50 m     | ME       | kvě      |                |                | —              |                | 18 let |
| 2004     | 50 m     | OH       | srp      |                |                | —              |                | 18 let |
| 2004     | 25 m     | MS       | říj      |                |                | —              |                | 18 let |
| 2004     | 25 m     | ME       | pro      | 6.f            |                |                |                | 18 let |
| 2005     | 50 m     | MS       | čvc      |                |                | —              |                | 19 let |
| 2005     | 25 m     | ME       | pro      | 12.            |                |                |                | 19 let |
| 2006     | 25 m     | MS       | dub      |                |                | —              |                | 20 let |
| 2006     | 50 m     | ME       | srp      |                |                | —              |                | 20 let |
| 2006     | 25 m     | ME       | pro      | —              |                |                |                | 20 let |
| 2007     | 50 m     | MS       | čvc      |                |                | —              |                | 21 let |
| 2007     | 25 m     | ME       | pro      | —              |                |                |                | 21 let |
| 2008     | 50 m     | ME       | bře      |                |                | —              |                | 22 let |
| 2008     | 25 m     | MS       | dub      |                |                | —              |                | 22 let |
| 2008     | 50 m     | OH       | srp      |                |                | —              |                | 22 let |
| 2008     | 25 m     | ME       | pro      | 13.            |                |                |                | 22 let |
| 2009     | 50 m     | MS       | čvc      |                |                | 16.            |                | 23 let |
| 2009     | 25 m     | ME       | pro      | 14.            |                |                |                | 23 let |
| 2010     | 50 m     | ME       | srp      |                |                | —              |                | 24 let |
| 2010     | 25 m     | ME       | lis      | 8.f            |                |                |                | 24 let |
| 2010     | 25 m     | MS       | pro      |                |                | —              |                | 24 let |
| 2011     | 50 m     | MS       | čvc      |                |                | —              |                | 25 let |
| 2011     | 25 m     | ME       | pro      | DSQ            |                |                |                | 25 let |
| 2012     | 50 m     | ME       | kvě      |                |                | —              |                | 26 let |
| 2012     | 50 m     | OH       | srp      |                |                | —              |                | 26 let |
| 2012     | 25 m     | ME       | lis      | 2.F            | 4.F            |                |                | 26 let |
| 2012     | 25 m     | MS       | pro      |                |                | —              |                | 26 let |
| 2013     | 50 m     | MS       | čvc      |                |                | —              |                | 27 let |
| 2013     | 25 m     | ME       | pro      | 5.F            | —              |                |                | 27 let |
| 2014     | 50 m     | ME       | srp      |                |                | —              | —              | 28 let |
| 2014     | 25 m     | MS       | pro      | —              | —              | 11.            |                | 28 let |
| 2015     | 50 m     | EH       | čvn      |                |                | —              | —              | 29 let |
| 2015     | 50 m     | MS       | čvc      |                |                | 15.            | —              | 29 let |
| 2015     | 25 m     | ME       | pro      | 7.F            | —              |                |                | 29 let |
| 2016     | 50 m     | ME       | kvě      |                |                | —              | —              | 30 let |
| 2016     | 50 m     | OH       | srp      |                |                | —              |                | 30 let |
| 2016     | 25 m     | MS       | pro      | 10.            | —              | —              |                | 30 let |
| 2017     | -        | -        | -        | -              | -              | -              | -              | 31 let |
| 2018     | 25 m     | MS       | pro      | 7.F            |                | -              | -              | 32 let |